# 53 Arietis
Désignations
53 Arietis (en abrégé 53 Ari) est une étoile de la constellation du Bélier. Elle porte également la désignation d'étoile variable de UW Arietis, 53 Arietis étant sa désignation de Flamsteed. Sa magnitude apparente est de 6,12, ce qui la place parmi les étoiles les plus faibles visibles à l'œil nu. D'après la mesure de sa parallaxe annuelle par le satellite Gaia, l'étoile est distante de ∼ 1 020 a.l. (∼ 313 pc) de la Terre et elle s'éloigne du système solaire avec une vitesse radiale héliocentrique de 22 km/s.
53 Arietis est une étoile bleu-blanc de la séquence principale de type spectral B1,5V. C'est une étoile en fuite, probablement créée à la suite de la collision d'une paire d'étoiles binaires. En remontant sa trajectoire, on démontre qu'elle a été éjectée de l'amas du Trapèze dans la nébuleuse d'Orion il y a environ deux millions d'années.
Elle est également répertoriée comme une étoile variable de type Beta Cephei, mais cette variabilité a largement été remise en cause dans la littérature scientifique, et l'AAVSO ainsi que le GCVS la répertorient toutes deux comme non variable,.